# Список прем'єр-міністрів Гани
У статті подано список Прем'єр-міністрів Гани.

## Список прем'єр-міністрів
| Порядок | Ім'я         | Роки життя | Час на посаді |
| ------- | ------------ | ---------- | ------------- |
| 1       | Кваме Нкрума | 1909–1972  | 1957–1960     |
| 2       | Кофі Бусіа   | 1913–1978  | 1969–1972     |

У 1960–1969 та з 1972 пост прем'єр-міністра ліквідовано.